# 7 pistole per i MacGregor
7 pistole per i MacGregor è un film western del 1966 diretto da Franco Giraldi.

## Trama
Approfittando dell'assenza dei sette figli, un gruppo di banditi assalta la fattoria dei McGregor, una famiglia di origine scozzese che alleva cavalli al confine tra Arizona e Messico. La resistenza degli anziani genitori e il sopraggiungere dei figli costringono però i malviventi a ritirarsi. Qualche giorno dopo i giovani MacGregor partono con duecento capi del loro allevamento per la fiera di Las Mesas. Qui però devono fare i conti con le prepotenze di Crawford, un avido signorotto che spadroneggia con l'appoggio dello sceriffo e della banda di Santillana, la stessa che ha assaltato la loro fattoria. I fratelli MacGregor reagiscono, ma vengono arrestati e chiusi in prigione. Evadendo, scoprono che tutti i loro cavalli sono stati rubati e trovano rifugio nella fattoria di Rosita, la figlia di un allevatore appena ucciso dai banditi. Gregor, il maggiore dei fratelli, si infiltra nella banda di Santillana con Rosita. La donna ha il compito di  portare agli altri MacGregor le informazioni utili a contrastare le imprese dei banditi. Scoperto da Santillana, Gregor viene torturato e incarcerato. Rosita per salvargli la vita rivela a Santillana l'intero piano. Mentre i banditi vanno a catturare gli altri fratelli, Rosita e Gregor si liberano. Quando tutto sembra finire con il trionfo dei banditi il suono di una cornamusa annuncia l'arrivo dei rinforzi degli anziani genitori.